# Descente en vrille
Pour plus de détails, voir Fiche technique et Distribution.
Descente en vrille (Tail Spin) est un film américain en noir et blanc réalisé par Roy Del Ruth, sorti en 1939.

## Synopsis
Ancienne préposée au vestiaire à Hollywood, Trixie Lee a suivi une formation pour devenir aviatrice. À présent, elle souhaite vivement gagner la course aérienne qui consiste à rallier Cleveland au départ de Los Angeles. Une autre aviatrice, la riche Gerry Lester, a le même désir. Trixie va alors, avec l'aide de son amie aviatrice Babe Dugan, faire tout ce qu'elle peut pour décourager Gerry et saboter ses chances de remporter le trophée.

## Fiche technique
- Titre original : Tail Spin
- Titre français : Descente en vrille
- Réalisation : Roy Del Ruth
- Scénario : Frank Wead, d'après le roman Women with Wings: A Novel of the Modern Day Aviatrix de Genevieve Haugen (1935). Cette dernière est conseillère et pilote cascadeur dans le film.
- Musique : Louis Silvers
- Photographie : Karl Freund
- Montage : Allen McNeil
- Producteurs : Darryl F. Zanuck, Harry Joe Brown (producteur associé)
- Société de production et de distribution :20th Century Fox
- Pays de production :  États-Unis
- Langue originale : anglais américain
- Format : noir et blanc — 35 mm — 1,37:1 — son : mono (Western Electric Mirrophonic Recording)
- Genre : drame
- Durée : 84 minutes
- Dates de sortie :
  - États-Unis : 19 février 1939
  - France : 5 avril 1939

## Distribution
- Alice Faye : Trixie Lee
- Constance Bennett : Gerry Lester, aviatrice
- Nancy Kelly : Lois Allen
- Joan Davis : Babe Dugan, aviatrice
- Charles Farrell : Bud
- Jane Wyman : Alabama
- Kane Richmond : lieutenant Dick "Tex" Price
- Wally Vernon : Chick
- Joan Valerie (en) : Sunny
- Edward Norris : Speed Allen
- Harry Davenport : T. P. Lester, le père de Gerry Lester
- Mary Gordon : Mme Lee
- Adrian Morris : Repo Man
- J. Anthony Hughes : Al Moore

## Anecdote
Pour faire de la réclame au film, des cinémas américains plaçaient devant l'entrée une épave d'avion en position de piqué. Un exemple ici (bas de l'article).